# Uido
Uido är en ö i Sydkorea.   Den ligger i provinsen Södra Jeolla, i den sydvästra delen av landet, 300 km söder om huvudstaden Seoul. Arean är 10,8 kvadratkilometer.
Terrängen på Uido är lite kuperad. Den sträcker sig 4,2 kilometer i nord-sydlig riktning, och 5,5 kilometer i öst-västlig riktning.